# Satu (prénom)
Pour les articles homonymes, voir Satu.
Cette page présente le prénom Satu ainsi que ses variantes.
Satu est un prénom féminin finnois signifiant « conte de fées » et célébré le 18 octobre. Ce prénom peut désigner :

## Prénom
- Satu Hassi (née en 1951), femme politique finlandaise
- Satu Huotari (en) (née en 1967), joueuse finlandaise de hockey sur glace
- Satu Levelä (en) (née en 1967), coureuse de fond finlandaise
- Satu Mäkelä-Nummela (née en 1970), tireuse sportive finlandaise
- Satu Pauri (en) (née en 1966), heptathlonienne finlandaise
- Satu Salonen (née en 1973), fondeuse finlandaise
- Satu Tuomisto
- Satu Vänskä (en) (née en 1979), violoniste finno-australienne